# Fabrizio Barbazza
Fabrizio Barbazza (* 4. April 1963 in Monza) ist ein ehemaliger italienischer Automobilrennfahrer.

## Karriere
Fabrizio Barbazza galt als wilder aber schneller Fahrer in der italienischen Formel-3-Meisterschaft, die er 1985 in einem Dallara-Alfa Romeo als Dritter beendete. Da es für ihn keine vernünftigen Alternativen in den europäischen Rennserien gab, ging er in die USA. 1986 fuhr er in der neu gegründeten American Races Series. Ein Jahr später wechselte er in die IndyCar World Series und schaffte einen sensationellen dritten Platz bei den 500 Meilen von Indianapolis für das Team von Frank Arciero. Er beendete die Meisterschaft als Zwölfter und wurde Rookie of the Year.
Zurück in Europa fuhr er mit wenig Erfolg in der Formel 3000. Ein erster Einstieg in die Formel 1 scheiterte. Mit dem schwachen AGS schaffte er 1991 nicht eine Qualifikation für einen Grand Prix. Besser ging es zwei Jahre später. Für die Scuderia Minardi konnte er sich 8 Mal für einen Grand Prix qualifizieren und wurde sowohl beim Großen Preis von Europa in Donington als auch beim Großen Preis von San Marino in Imola Sechster. Dennoch schaffte er es nicht, in der Formel 1 wirklich Fuß zu fassen.
1995 wurde er noch Achter bei den 24 Stunden von Daytona und hatte dann beim Rennen in Road Atlanta in einem Ferrari 333SP einen schweren Unfall. Beim Versuch, fliegenden Teilen eines vor ihm stattfindenden Unfall auszuweichen, drehte sich Barbazza und Jeremy Dale fuhr ungebremst in die Seite von Barbazzas Ferrari, wodurch dieser in zwei Teile auseinanderbrach. Barbazza erlitt bei diesem Crash schwere Kopfverletzungen, eine kollabierte Lunge, ein gebrochenes Bein und einen gebrochenen Arm. Zur besseren Heilung wurde er ins künstliche Koma gelegt. Nach einem Jahr in Rekonvaleszenz trat er 1996 schließlich vom Rennsport zurück. Er betrieb später ein kleines Hotel auf Kuba.

## Statistik

### Sebring-Ergebnisse
| Jahr | Team                       | Fahrzeug      | Teamkollege  | Teamkollege    | Platzierung | Ausfallgrund |
| ---- | -------------------------- | ------------- | ------------ | -------------- | ----------- | ------------ |
| 1995 | Euromotorsport Racing Inc. | Ferrari 333SP | Elton Julian | Massimo Sigala | Rang 22     |              |